# The Crucible (1996)
The Crucible is een Amerikaanse historische dramafilm uit 1996 onder regie van Nicholas Hytner. De productie won onder meer een BAFTA Award en werd genomineerd voor twee Oscars. Schrijver Arthur Miller werkte voor het verhaal zijn op de heksenprocessen van Salem gebaseerde gelijknamige toneelstuk uit 1953 om tot een filmscenario.

## Verhaal
Een groep jonge vrouwen begeeft zich in het Salem van de 17e eeuw in het bos. Daar dansen ze rond en voeren een fictief ritueel uit om te wensen dat de mannen waar ze een oogje op hebben op hen zullen vallen. De door John Proctor (Daniel Day-Lewis) afgewezen Abigail Williams (Winona Ryder) slaat daarbij door en drinkt van het 'liefdesbrouwsel' in de pot waar de vrouwen omheen dansen. Net op dat moment betrapt de geestelijke Samuel Parris (Bruce Davison) hen.
Om niet bestraft te worden voor hun heidense bezigheden, verzinnen ze een verhaal dat Satan ze ertoe aangezet heeft. Ze worden daarop gedwongen de namen te noemen van alle betrokken personen. De macht bevalt de meisjes prima, waarop ze gezamenlijk plotseling overal kwade geesten beginnen 'waar te nemen', inclusief entiteiten die bewoners van het plaatsje middels hekserij rond zouden sturen. De ene na de andere inwoner verdwijnt zo de gevangenis in of eindigt ter dood veroordeeld aan de galg. Williams bedenkt dat ze een kans maakt om Proctor alsnog te veroveren als diens echtgenote Elizabeth (Joan Allen) verdwijnt en uit haar volgende beschuldiging. Terwijl de speciaal voor de opdracht naar Salem gekomen geestelijke John Hale (Rob Campbell) probeert de gemoederen rustig te houden en hij het bedrog van de meisjes steeds meer doorziet, grijpt een gedeelte van de inwoners van het plaatsje de gebeurtenissen aan voor persoonlijk materieel en machtsgewin. Deze gaan daarbij over lijken, waardoor de paranoia steeds grotere vormen aanneemt.

## Rolverdeling
| Acteur             | Personage               |
| ------------------ | ----------------------- |
| Paul Scofield      | rechter Thomas Danforth |
| George Gaynes      | rechter Samuel Sewall   |
| Robert Breuler     | rechter Hathorne        |
| Jeffrey Jones      | Thomas Putnam           |
| Karron Graves      | Mary Warren             |
| Charlayne Woodard  | Tituba                  |
| Frances Conroy     | Ann Putnam              |
| Elizabeth Lawrence | Rebecca Nurse           |
| Mary Pat Gleason   | Martha Corey            |
| Rachael Bella      | Betty Parris            |
| Ashley Peldon      | Ruth Putnam             |
| Peter Vaughan      | Giles Corey             |

## Versie van 1957
In 1957 was er al een gelijkaardige Frans-Oost-Duitse film in zwart-wit gemaakt, onder de titel Les sorcières de Salem of Hexenjagd, door Raymond Rouleau naar een scenario van Jean-Paul Sartre.